# Don Larsen
Pour les articles homonymes, voir Larsen.
Donald James Larsen, dit Don Larsen (né le 7 août 1929 à Michigan City (Indiana) et mort le 1er janvier 2020 à Hayden (Idaho)), est un lanceur droitier américain de baseball ayant joué dans les Ligues majeures de 1953 à 1967.
Larsen est le seul lanceur à avoir réussi un match parfait en Série mondiale ou en séries éliminatoires de baseball. Il réussit l'exploit le 8 octobre 1956 dans le cinquième match de la Série mondiale 1956 remporté 2-0 par les Yankees de New York sur les Dodgers de Brooklyn. C'est aussi le premier match sans coup sûr en matchs éliminatoires et le seul jusqu'en 2010, et le seul exploit du genre réussi en grande finale. Gagnant deux fois d'un titre de champion du monde avec les Yankees, Larsen est nommé joueur par excellence de la Série mondiale en 1956.

## Carrière

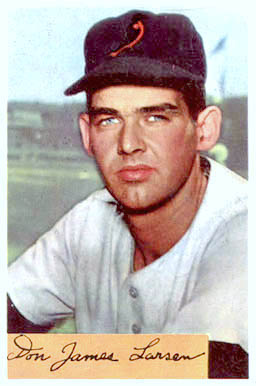
Don Larsen en 1954 avec les Orioles de Baltimore.

Don Larsen signe en 1947 son premier contrat professionnel avec les Browns de Saint-Louis. C'est avec eux qu'il fait son entrée dans les majeures le 18 avril 1953. Il joue la 52e et dernière saison des Browns à Saint-Louis, Missouri avant le transfert de la franchise vers Baltimore, Maryland l'année suivante. Il fait partie de la formation originale des Orioles de Baltimore de 1954 mais est un des pires lanceurs avec un sommet dans le baseball majeur de 21 défaites contre seulement trois décisions gagnantes, pour un faible ratio victoires-défaites de ,125. À sa défense, sa moyenne de points mérités de 4,37 est loin d'être la pire, même au sein de son club, et les Orioles sont médiocres cette année-là avec 100 matchs perdus sur 154. Néanmoins, Larsen est échangé aux Yankees de New York durant l'entre-saison.
Larsen, un lanceur droitier, s'aligne avec les Yankees pendant cinq saisons, de 1955 à 1959 et il est lanceur partant. Il joue en Série mondiale quatre années de suite. Il subit une défaite en Série mondiale 1955 où les Yankees sont battus par les Dodgers de Brooklyn et une autre, malgré un match gagné, quand New York s'incline devant les Braves de Milwaukee en Série mondiale 1957. Il fait partie des équipes championnes des Yankees en Série mondiale 1956 et 1958, où le club du Bronx prend chaque fois une revanche sur Brooklyn et Milwaukee, respectivement.
Don Larsen passe à l'histoire le 8 octobre 1956 dans le cinquième match de la Série mondiale 1956 remporté 2-0 par les Yankees sur les Dodgers. Le lanceur, qui connaît jusque-là des succès appréciables sans pour autant faire partie de l'élite du baseball, lance le sixième match parfait de l'histoire. C'est surtout le premier en Série mondiale et le premier en séries éliminatoires. C'est encore le seul en date de 2011, bien qu'un autre match sans point ni coup sûr (mais pas un match parfait) ait finalement été réussi en matchs éliminatoires : le 6 octobre 2010 par Roy Halladay des Phillies de Philadelphie. Aucun autre match parfait n'a été lancé dans un match éliminatoire ou dans un match de finale des Ligues majeures. Larsen est sans surprise élu joueur par excellence de la Série mondiale de 1956.
Larsen joue pour les Athletics de Kansas City Athletics (1960-1961) puis les White Sox de Chicago en 1961 avant de s'aligner de 1962 à 1964 avec les Giants de San Francisco. Avec ces derniers, il retourne une dernière fois en Série mondiale, celle de 1962, et enregistre une victoire comme lanceur de relève, mais les Giants s'inclinent contre l'ancienne équipe de Larsen, les Yankees. Le droitier évolue pour Houston, une franchise nommée Colts .45s en 1964 puis rebaptisée Astros en 1965. Il termine l'année 1965 chez son ancien club, les Orioles de Baltimore avant de revenir dans les majeures pour quelques dernières parties avec les Cubs de Chicago en 1967.

## Palmarès
Don Larsen a joué 412 parties dans les Ligues majeures, dont 171 comme lanceur partant. Il compte 81 victoires contre 91 défaites et une moyenne de points mérités de 3,78 en 1548 manches lancées. Il a réussi 44 matchs complets dont 11 blanchissages comme lanceur partant et 23 sauvetages comme releveur, un rôle qu'il a embrassé davantage dans les dernières saisons de sa carrière. Il totalise 849 retraits sur des prises.
En séries éliminatoires (uniquement des matchs de Série mondiale à cette époque), Larsen a  joué dix matchs dont six comme partant. Sa fiche victoires-défaites est de 4-2 avec une moyenne de points mérités de 2,75 et 24 retraits sur des prises en 36 manches lancées. Il a réussi un match complet et un blanchissage, qui sont en fait son match parfait de 1956 contre Brooklyn.